# Molva
Genre
Molva est un genre de poissons appelés lingues, élingues ou juliennes.

## Liste des espèces
Selon FishBase (14 fev. 2016) et World Register of Marine Species (14 fev. 2016) :
- Molva dypterygia (Pennant, 1784) — lingue bleue
- Molva macrophthalma (Rafinesque, 1810)  — lingue espagnole[3]
- Molva molva (Linnaeus, 1758) — lingue blanche

## Répartition géographique

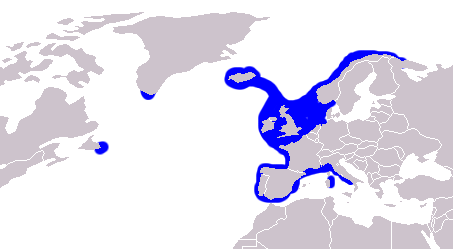
Molva molva